# Крістофер Стайнер
Крістофер Стайнер  (англ. Christopher Steiner)  – американський інженер, дизайнер, програміст, автор бестселерів «New York Times», «Ski Bum Scribe». Засновник та генеральний директор компанії «Aisle50».

## Біографія
Стайнер має ступінь бакалавра в галузі цивільного будівництва (Університет штату Іллінойс в Урбана-Шампейні) та ступінь магістра в галузі журналістики (Північно-західний університет, Еванстон, штат Іллінойс).
Свою кар’єру Крістофер Стайнер починав працюючи інженером-проектувальником конструкцій в «The Presidio Trust» (Сан-Франциско) та «The Jack Johnson» (інженерно-проектній фірмі в Парк-Сіті, штат Юта).
У 2010 році став співзасновником «Aisle50» - вебслужби передплати товарів у звичайних магазинах. На розвиток бізнесу Стайнер отримав 6 мільйонів доларів інвестицій від «August Capital» і «Origin Ventures». У лютому 2015 року «Aisle50» була куплена «Groupon». 
У  2011 році Стайнер працював над ресурсом ZRankings.com  - створив власний алгоритм оцінки гірськолижних курортів, заснованих на більш ніж 40 факторах, включаючи кількість, якість снігу, безперервне вертикальне падіння, якість місцевості, якість підйому, загальну атмосферу та ін. На основі даних створив рейтинг кращих гірськолижних курортів. Щороку топік обновляється та публікується на «Forbes».
У 2012 році видавництво «Penguin Books» опублікувало книгу «Automate This: How Algorithms Took Over Our Markets, Our Jobs, and the World» (укр. «Тотальна автоматизація. Як комп’ютерні алгоритми змінюють світ»), яка стала міжнародним бестселером. У книзі описано процес автоматизації Уолл-Стріт від самого початку до сьогодення. Цього ж року з доповіддю про книгу Крістофер Стайнер виступив на TED, куди його запросив Стівен Колберт.
У 2013 році Крістофер Стайнер розробив власну модель ранжирування за допомогою вебдодатку RoR. Наразі є дописувачем та колумністом «Forbes», «Wall Street Journal», «Fast Company», «The Guardian of London». Живе з родиною в Еванстоні, штат Іллінойс. Захоплюється гірськолижним спортом.

## Публікації
До того як написати ««Automate This», Крістофер Стайнер сім років висвітлював технології в журналі «Forbes», а також працював штатним журналістом в «Chicago Tribune».
Дебютна книга Стайнера «$20 Per Gallon» була опублікована в 2009 році. Це такий собі уявний експеримент, який досліджує, як буде виглядати наш світ зі зростанням цін на газ. Видання потрапило до списку бестселерів «New York Times» та було назване кращою книгою року за версією «Financial Times», «Bloomberg» та «Weekly».

## Переклад українською
- Крістофер Стайнер. Тотальна автоматизація. Як комп’ютерні алгоритми змінюють світ / пер. Олександр Лотоцький. - К.: Наш Формат, 2018. - с. 280. - ISBN 978-617-7552-45-0.